# سلاح بی‌نقص (فیلم ۲۰۱۶)
سلاح بی‌نقص (به انگلیسی: Perfect Weapon) یک فیلم اکشن آمریکایی محصول سال ۲۰۱۶ با بازی استیون سایگال و جانی مسنر است.

## بازیگران
- استیون سیگال
- ونون ولز
- ساشا جکسون
- جانی مسنر
- ریچارد تایسون
- لنس نیکولز
- امیلین د فالکو
- مارشال هیلتون
- فیلیپ فرن
- سارا کیت آلسوپ
- تیتوس پار
- ساندرا یپ

## حضور دولف لاندگرن
در ابتدا قرار بود دلف لا ند گرن هم در این فیلم بازی کند اما رفت جانی مسنر جایگزین او شد.